# Приостановка работы правительства США (2018—2019)
Приостановка работы правительства США в 2018—2019 годах (англ. United States federal government shutdown of 2018–2019) — вторая приостановка за 2018 год, продолжавшаяся 35 дней. Началась 22 декабря 2018 года с принятой Палатой представителей постоянной резолюции о финансировании правительства Соединённых Штатов. Закрытие произошло, когда Конгресс США и президент Дональд Трамп не смогли договориться о своевременном выделении достаточных средств на 2019 финансовый год, что привело к упадку финансирования для девяти исполнительных департаментов, что затронуло около четверти государственных служб и около 800 тысяч их сотрудников (420 тысяч вынуждены работать без оплаты, 380 тысяч были отправлены в неоплачиваемый отпуск). Это самая продолжительная приостановка работы правительства за всю историю США, хотя она распространяется не на всё федеральное правительство, а лишь на 25 % от его общего объёма операций, что ниже, чем было в 2013 году.
Приостановка произошла из-за тупика по вопросу строительства стены на границе с Мексикой. Президент Трамп настаивал на выделении 5,6 млрд. долларов из федеральных фондов, что позволило бы достроить около 215 миль стены. Демократы же в Палате представителей США отвергли это требование, сославшись на более раннее предвыборное обещание Трампа о том, что Мексика заплатит за стену. Палата, контролируемая демократами, проголосовала за принятие закона об ассигнованиях, который бы вновь не предусматривал выделение средств правительству для строительства стены. Тем не менее, Трамп вернулся к требованию о выделении средств для стены и сказал, что он наложит вето на любой законопроект, который не предусматривает этого. Лидер большинства в Сенате Митч Макконнелл, в свою очередь, заблокировал контролируемый республиканцами Сенат США от рассмотрения любых дальнейших законов об ассигнованиях, которые Трамп не поддержит, даже законопроект, который он ранее разрешил принять.
В январе 2019 года приостановка превзошла по длительности 21-дневную остановку 1995—1996 годов, став самой длительной для федерального правительства в истории США.
Вместе с приостановкой работы правительства временно перестали функционировать многие сайты, поддерживаемые государственными агентствами. Более сотни сайтов стали недоступны из-за того, что не были вовремя обновлены SSL-сертификаты для шифрованного доступа.
25 января Д.Трамп согласился поддержать проект закона о 3-недельном финансировании правительства. При этом, если Конгресс не достигнет соглашения по вопросу выделения финансирования для стены к 15 февраля, возможно повторная приостановка финансирования, либо введение режима национальной чрезвычайной ситуации.
S&P Global Ratings в конце января оценивало, что в результате частичной приостановки работы федерального правительства США в 2018—2019 годах экономика государства понесла потери в размере более 6 миллиардов долларов. 